# Dennis McKinnon
Dennis McKinnon é um ex-jogador profissional de futebol americano estadunidense.

## Carreira
Dennis McKinnon foi campeão da temporada de 1985 da National Football League jogando pelo Chicago Bears.